# Coeliccia mientrung
Coeliccia mientrung là một loài chuồn chuồn kim trong họ Platycnemididae, được phát hiện trong chương trình hợp tác giữa các nhà khoa học thuộc trường đại học Duy Tân, Đà Nẵng, và Hà Lan tại miền trung Việt Nam, công bố trên tạp chí khoa học Zootaxa ngày 27/3/2017. Tên loài được đặt theo tên vùng phân bổ tìm thấy mẫu vật đầu tiên: miền trung Việt Nam.